# Liberty (Maine)
Liberty – miasto w Stanach Zjednoczonych, w stanie Maine, w hrabstwie Waldo.